# Claude-Prosper Jolyot de Crébillon
Pour les articles homonymes, voir Crébillon.
Œuvres principales
- Les Égarements du cœur et de l'esprit (1736)
- Le Sopha, conte moral (1752)

Claude-Prosper Jolyot de Crébillon, dit Crébillon fils, né à Paris le 14 février 1707 et mort dans la même ville le 12 avril 1777, est un écrivain, chansonnier et goguettier français,.

## Biographie
Claude-Prosper Jolyot de Crébillon est dit « Crébillon fils » pour le distinguer de son père Prosper Jolyot de Crébillon (« Crébillon père »), célèbre auteur dramatique, membre de l'Académie française. Les deux hommes étaient fort différents : alors que le père écrivait de sombres tragédies, le fils se spécialisa dans les contes et romans licencieux. Dans son Tableau de Paris, Louis-Sébastien Mercier décrit les deux hommes dans le chapitre Les deux Crébillons : le père était un géant au large torse et à la figure rubiconde, tandis que le fils « était taillé en peuplier, haut, long, menu ». Mercier ajoute : « Crébillon fils était la politesse, l'aménité et la grâce fondues ensemble.[...] Il avait vu le monde, il avait connu les femmes autant qu'il est possible de les connaître, il les aimait un peu plus qu'il ne les estimait. Sa conversation était piquante; il regrettait le temps de la Régence, comme l'époque des bonnes mœurs en comparaison des mœurs régnantes ».
Claude Prosper fait ses études chez les Jésuites du Collège de Louis-le-Grand. Le supérieur du collège, le R. P. Tournemine, tente vainement de l'attirer dans cet ordre. Dès 1729, il collabore à un recueil satirique, l’Académie de ces Messieurs et à quelques pièces et parodies d'opéras : Arlequin, toujours Arlequin, Le Sultan poli par l'amour, L'Amour à la mode, etc. Toujours en 1729, Crébillon fils est parmi les fondateurs de la célèbre goguette du Caveau. Il y rencontre notamment le peintre François Boucher, le musicien Jean-Philippe Rameau et d'autres encore. Il y retrouve son père. Il participe également aux activités de la société chantante de la Dominicale.
Son premier conte, approuvé par la censure, Le Sylphe, est publié en 1730 et connaît un succès public. En 1732, Crébillon publie les Lettres de la marquise de M. au comte de R., une monodie épistolaire.
En 1734, il publie à Paris Tanzaï et Néadarné. Histoire japonaise. La page de titre annonce « A Pékin, Chez Lou-Chou-Chu-La » pour échapper à la censure : ce conte licencieux met en scène une écumoire aux propriétés miraculeuses, qui a tendance à se coller dans les endroits les moins… commodes ! Le conte remporte un vif succès ; certains y voient une satire de la bulle Unigenitus, du cardinal de Rohan et de la duchesse du Maine. L'auteur est emprisonné quelques semaines à la prison de Vincennes. La duchesse du Maine a l'esprit non seulement de l'en tirer mais de l'admettre à Sceaux, ce qui lui ouvre les portes des salons parisiens.
Il fréquente ceux de Mme de Sainte-Maure, où il rencontre celle qui deviendra sa maîtresse puis sa femme, Marie Henriette de Stafford,, et de Mme de Margy, qui est longtemps sa maîtresse et sert de modèle à la marquise de Lursay dans Les Égarements du cœur et de l'esprit. Jusqu'en 1743, il est également un habitué des lundis de Mlle Quinault où il rencontre Marivaux et Mme de Graffigny. Dès cette époque, il écrit avec réticence, révisant sans cesse ses ouvrages, hésitant à publier. Sa parole était lente et sa conversation conventionnelle et sans charme, hors quelques rares fulgurances. D'ailleurs, Mlle de Beauvoisin, citée dans les prétendus Souvenirs de la marquise de Créqui, l'interpelle en ces termes peu amènes : « Pédant, vilain pédant, tu es si pédant, si sérieux, si sec, si gourmé, si composé, si empesé et si ennuyeux, que je ne veux pas que tu viennes souper avec moi chez Monticour. Les demoiselles Avrillet ont dit à Collé que tu n'avais pas trouvé autre chose à leur dire que j'ai l'honneur de vous présenter mon très-humble hommage, ou bien mes devoirs les plus respectueux, pour changer. Va donc ! tu n'es qu'un manche à balai galonné ! tu ne fais pas autre chose que des révérences à la vieille mode, etc. »
En 1736, il publie Les Égarements du cœur et de l'esprit ou Mémoires de M. de Meilcour, roman dont l'un des protagonistes, M. de Versac, annonce le Valmont des Liaisons dangereuses. Ce roman sera même traduit en suédois et publié sous le titre « Sinnets och hjertats willo-wägar, eller Meilcours äfwentyrer, på fransyska skrefna af Crebillon sonen, i tre delar ».
La Société du Caveau finit par disparaître en 1739, possiblement à la suite d'une épigramme de Crébillon fils contre son père. Un jour, alors qu'on lui demande quel était le meilleur de ses ouvrages, Crébillon père élude la question en montrant son fils et en déclarant : « Voici en tout cas le plus mauvais ! » À quoi Crébillon fils aurait répondu : « Pas tant d'orgueil, s'il vous plaît, monsieur, attendez qu'il soit décidé que tous ces ouvrages sont de vous. » Allusion à un ami qui aurait serré de près Mme de Crébillon. Une autre version dit qu'il aurait répliqué à son père : « C'est parce qu'il ne doit rien au Chartreux », une calomnie attribuant à l'époque les ouvrages de Crébillon père à un chartreux. La société ordonne en punition le verre d'eau pour tous deux. Crébillon fils boit le sien. Mais son père, fâché, quitte brusquement la société et depuis ce moment, rien ne peut le déterminer à y retourner.
Après la publication du Sopha (1742), Crébillon fils est exilé à 30 lieues de Paris le 7 avril 1742. On lui reproche officiellement quelques audaces morales – certains croient reconnaître Louis XV dans le personnage ridicule et amusant du sultan Schah-Baham – mais  son tort est surtout de laisser circuler ce conte pendant la période d'interdiction des romans. Il parvient à rentrer dans la capitale le 22 juillet en faisant valoir pour sa défense que l'ouvrage aurait été commandé par Frédéric II de Prusse et n'aurait été publié qu'à la suite d'une indiscrétion et contre sa volonté. Il récidive en 1746 avec Les Amours de Zeokinisul, roi des Kofirans, dans lequel l'allusion au roi est transparente. Ce roman paraît sous le pseudonyme de Krinelbol, un quasi-anagramme de son nom.
En juillet 1744, il quitte la maison de Marie Marthe Alléon épouse de Nicolas-François Dupré de Saint-Maur chez qui il logeait. La même année, il a une liaison avec Marie Henriette de Stafford, fille de Jean de Stafford, chambellan de Jacques II d'Angleterre, jeune fille de haute naissance, douce, dévote, mais aussi, selon Charles Collé (Journal, janvier 1750), « louche et d'une laideur choquante ». Il l'épouse à Arcueil le 23 avril 1748, après la naissance d'un fils en 1746. Il se montre un époux irréprochable, d'une parfaite fidélité. Son fils meurt en 1750, et il connaît au même moment des difficultés financières.
Il obtient en 1753 une pension de 2 000 livres et un appartement de la part du duc d'Orléans qui devient en quelque sorte son mécène. Sa femme meurt en 1755 et il n'hérite rien d'elle :  ruiné, il est obligé de vendre sa bibliothèque. En 1758, il devient secrétaire du marquis de Richelieu pendant quelques semaines. À partir de 1759, il participe à la renaissance de la goguette du Caveau, deuxième du nom. En 1759, grâce à la protection de Madame de Pompadour, Crébillon est nommé censeur royal de la Librairie, fonctions que son père (qui meurt en 1762) avait également occupées et qu'il exerce honorablement, sort ironique pour un auteur libertin. En 1762, Madame de Pompadour lui accorde une pension de 2 000 livres sur sa cassette personnelle.
En 1768 il publie les Lettres de la Duchesse, roman épistolaire qui ne rencontre pas de succès en France. Après la publication en 1771 des Lettres athéniennes, roman épistolaire polyphonique, libertin et politique, il cesse d'écrire, estimant qu'il a « perdu le fil de son siècle ». En 1772, de son vivant, une collection complète en sept volumes de ses œuvres est publiée, signe de sa reconnaissance en tant qu'écrivain. En 1774 il devient censeur de théâtre, pendant deux ans. Il meurt peu après à Paris. Bien qu'il semble que la date de sa mort soit débattue, la plus communément admise reste celle du 12 avril 1777. La Place compose pour lui cette épitaphe :
Dans ce tombeau gît Crébillon.
Qui ? Le fameux tragique ? Non !
Celui qui le mieux peignit l'âme
Du petit-maître et de la femme.

## Œuvres

### Postérité littéraire
Les romans et les contes de Crébillon fils ont longtemps été décriés pour leur immoralité et pour un style souvent jugé languissant et obscur. Pourtant, on pense qu'Alfred de Musset se serait inspiré, dans Un Caprice, du Hasard du coin du feu, et Henri Heine confiait : « Avant d'écrire, j'ai relu Rabelais et Crébillon fils. »
L'œuvre de Crébillon fils a été considérablement réévaluée au XXe siècle. Kléber Haedens affirme que « si l'on estime que la littérature licencieuse est plus divertissante que beaucoup d'autres et si l'on constate que Crébillon écrit dans une très bonne langue, qu'il est spirituel et fin, on ne peut s'empêcher de ranger ses contes parmi les œuvres les plus agréables du XVIIIe siècle. »
Crébillon fils peint avec brio le relâchement des mœurs de son temps. Cynique, il ne croit ni à la vertu, ni à l'amour et leur préfère le plaisir :
« Il est rare qu'une jolie femme soit prude, ou qu'une prude soit jolie femme, ce qui la condamne à se tenir justement à cette vertu que personne n'ose attaquer et qui est sans cesse chagrine du repos dans lequel on la laisse languir. » (Le Sylphe)
« Jadis [...] était grave, froid, contraint, et avait toute la mine de traiter l'amour avec cette dignité de sentiments, cette scrupuleuse délicatesse qui sont aujourd'hui si ridicules, et qui peut-être ont toujours été plus ennuyeuses encore que respectables. » (Le Sopha)
Il est le peintre du libertinage, d'un monde d'hypocrisie, de duperie et de perfidie où perce à l'occasion un sentiment d'insatisfaction :
« Nous voulons satisfaire notre vanité, faire sans cesse parler de nous ; passer de femme en femme ; pour n'en pas manquer une, courir après les conquêtes, même les plus méprisables : plus vains d'en avoir eu un certain nombre, que de n'en posséder qu'une digne de plaire ; les chercher sans cesse, et ne les aimer jamais. » (Le Sopha)

### Liste chronologique
- Le Sylphe ou Songe de Madame de R***. Écrit par elle-même à Madame de S***, conte, 1730 (texte intégral sur la base Gallica)
- Lettres de la marquise de M*** au comte de R***, roman épistolaire à une voix, 1732 (texte intégral sur la base Gallica)
- Tanzaï et Néadarné (appelé quelquefois, à tort, L'Écumoire, histoire japonaise), 1734 (texte intégral sur la base Gallica)
- Les Égarements du cœur et de l'esprit ou Mémoires de M. de Meilcour, roman-mémoires, 1736-1738
- Le Sopha, conte moral, 1742 (texte intégral sur la base Gallica)
- Le Dialogue des morts, 1745
- Les Amours de Zéokinisul, roi des Kofirans, 1746 (attribution discutée)
- Ah quel conte ! Conte politique et astronomique, 1754 (texte intégral sur la base Gallica)
- Les Heureux Orphelins, histoire imitée de l'anglais, 1754
- La Nuit et le moment ou les matines de Cythère : dialogue, 1755 (texte intégral sur la base Gallica)
- Le Hasard du coin du feu. Dialogue moral, 1763 texte intégral sur la base Gallica)
- Lettres de la Duchesse de *** au duc de ***, roman épistolaire à une voix, 1768
- Lettres athéniennes. Extraites du porte-feuille d'Alcibiade, 1771 (texte intégral sur la base Gallica)
- [attrib.], Ma vie de garçon ou Les faits et gestes du Vicomte de Nantel, 1774.

### Éditions modernes
- Œuvres, établissement du texte et préface par Pierre Lièvre, Paris, Le Divan, 1929-1930, 5 tomes (287, 331, 356, 266, 351 p.).
- Œuvres complètes, dir. Jean Sgard, 4 vol., Paris, Classiques Garnier, 1999-2002.
- Contes, édition intégrale des contes sous la direction de Régine Jomand-Baudry, avec la collaboration de Véronique Costa et Violaine Géraud. 1 vol., 1104 p., Éditions Honoré Champion, 2009.  (ISBN 978-2-7453-1747-6)

Il existe également des éditions partielles : 
- Les plus belles pages de Crébillon fils, éd. J. Amoyal, Mercure de France, 1964
- Œuvres, éd. Ernest Sturm et S. Pujol, Bourin, 1992

Enfin, il existe de nombreuses éditions d'ouvrages séparés :
- Les Heureux Orphelins (1754), Paris, Desjonquères, 1995
- Lettres de la marquise de M*** au comte de R*** (1732)
  - édition R. Henriot, Cercle du livre précieux, 1959
  - édition J. Rousset, Lausanne, 1965
  - édition Ernest Sturm et L. Picard, Nizet, 1970
  - édition Jean Dagen, Desjonquères, 1990
- Les Égarements du cœur et de l'esprit ou Mémoires de M. de Meilcour (1736-1738)
  - édition René Étiemble, in : Romanciers du XVIIIe siècle, vol. 2, Paris, Gallimard, bibliothèque de la Pléiade, 1965
  - édition Jean Dagen, Paris, Flammarion, 1985
- Tanzaï et Néadarné (1734), éd. E. Sturm et M.C. Hubert, Nizet, 1976
- Le Sopha (1742)
  - édition Albert-Marie Schmidt, Union générale d'éditions, 1966
  - édition Jean Sgard, Desjonquères, 1984
- La Nuit et le moment suivi de Le Hasard du coin du feu
  - édition H. Coulet, Desjonquères, 1983
  - édition Jean Dagen, Paris, Garnier-Flammarion, 1993 et 1995
- Tableau des mœurs dans les différents âges de la vie, Euredif, 1978

## Version  radiophonique
- 1965 : La Nuit et le Moment, adaptation radiophonique de Roger Pillaudin, avec les voix de Micheline Presle, Bernard Lavalette, Jean Vilar et Laurence Badie sur le site de FranceCulture.

## Adaptation cinématographique
- 1994 : La Nuit et le Moment[13], film britannico-italiano-français réalisé par Anna Maria Tatò, coécrit par Jean-Claude Carrière, d'après la pièce éponyme de Crébillon, avec Lena Olin, Willem Dafoe et Jean-Claude Carrière

## Adaptations théâtrales
1965 : Le Hasard du coin du feu adaptation et mise en scène de Jean Vilar, au Théâtre de l'Athénée
1978 : La nuit et le moment adaptation et mise en scène de Jean-Louis Thamin, au Petit Odéon - Théâtre National de l'Odéon (Production Comédie Française)
1985-1989 : Les égarements du coeur et de l'esprit adaptation et mise en scène de Jean-Luc Lagarce, aux 2 Scènes de Besançon, au Théâtre Daniel-Sorano de Vincennes puis en tournée en France et à l'étranger.
1989 - 1991 : Les incertitudes du désir d'après Les Égarements du cœur et de l'esprit, Le Hasard du coin du feu et Lettres de la marquise de M*** au comte de R*** , adaptation et mise en scène de Gilles Gleizes, à la Rose des Vents de Villeneuve d'Ascq, au Théâtre de l'Athénée (salle Christian Bérard) puis en tournée en France,.
1992 : Suite royale adaptation et mise en scène de Francis Huster d'après Jacques le fataliste et son maître de Denis Diderot et La nuit et le moment, au Théâtre Marigny.

## Pour approfondir